# Isla Fisher
Isla Lang Fisher (IPA: [ˈaɪlə ˈfɪʃə]; Mascate, 3 febbraio 1976) è un'attrice australiana.

## Biografia
Fisher è nata a Mascate, nell'Oman, da genitori scozzesi, Brian Fisher, che all'epoca vi svolgeva la professione di banchiere per conto delle Nazioni Unite, ed Elspeth Reid. È stata chiamata Isla dal nome dell'isola di Islay, la principale dell'arcipelago scozzese delle Ebridi Interne. Pochi mesi dopo la propria nascita, ritorna assieme ai genitori in Scozia, nella loro cittadina natìa di Bathgate, per poi ritrasferirsi in pianta stabile a Perth, nell'Australia Occidentale, quando non aveva che sei anni d'età.
All'età di diciotto anni scrive, con la collaborazione della madre, due romanzi intitolati Bewitched e Seduced by Fame. Lavora per alcuni anni nella soap opera Home and Away.
Nel 2001 si fa notare nel film tedesco The Pool mentre l'anno seguente recita nel film Scooby-Doo. Dopo aver recitato nel film I Heart Huckabees - Le strane coincidenze della vita si fa notare nella divertente commedia 2 single a nozze - Wedding Crashers. Nel 2005 recita nel drammatico London e nel 2007 nel film Sguardo nel vuoto.
Nel 2008 prende parte alla commedia romantica Certamente, forse, con Ryan Reynolds, e in seguito è protagonista di I Love Shopping, commedia tratta dall'omonimo romanzo di Sophie Kinsella, al fianco di Hugh Dancy. Nel 2012 recita nel film The Wedding Party. Nel 2013 recita in Il grande Gatsby di Baz Luhrmann, in Now You See Me - I maghi del crimine di Louis Leterrier e in Scambio a sorpresa - Life of Crime di Daniel Schechter, mentre nel 2016 è interprete di Grimsby - Attenti a quell'altro di Leterrier.

### Vita privata
Nel 2004 si fidanza con l'attore Sacha Baron Cohen. La coppia ha tre figli, Olive (ottobre 2007), Elula (agosto 2010) e Montgomery Moses Brian (aprile 2015). La coppia si è sposata il 15 marzo 2010 a Parigi, e, prima del matrimonio, la Fisher si è convertita alla religione ebraica. Nell’aprile 2024 i due decidono, congiuntamente, di porre fine al loro matrimonio.

## Filmografia

### Attrice

#### Cinema
- Out of Depth, regia di Simon Marshall (2000)
- The Pool (Swimming Pool - Der Tod feiert mit), regia di Boris von Sychowski (2001)
- Scooby-Doo, regia di Raja Gosnell (2002)
- The Wannabes, regia di Nick Giannopoulos (2003)
- Dallas 362, regia di Scott Caan (2003)
- I Heart Huckabees - Le strane coincidenze della vita (I Heart Huckabees), regia di David O. Russell (2004)
- 2 single a nozze - Wedding Crashers (Wedding Crashers), regia di David Dobkin (2005)
- London, regia di Hunter Richards (2005)
- Matrimonio per sbaglio (The Pleasure of Your Company), regia di Michael Ian Black (2006)
- Sguardo nel vuoto (The Lookout), regia di Scott Frank (2007)
- Hot Rod - Uno svitato in moto (Hot Rod), regia di Akiva Schaffer (2007)
- Certamente, forse (Definitely, Maybe), regia di Adam Brooks (2008)
- I Love Shopping (Confessions of a Shopaholic), regia di P. J. Hogan (2009)
- Ladri di cadaveri - Burke & Hare (Burke & Hare), regia di John Landis (2010)
- The Wedding Party (Bachelorette), regia di Leslye Headland (2012)
- Il grande Gatsby (The Great Gatsby), regia di Baz Luhrmann (2013)
- Now You See Me - I maghi del crimine (Now You See Me), regia di Louis Leterrier (2013)
- Scambio a sorpresa - Life of Crime (Life of Crime), regia di Daniel Schechter (2013)
- Visions, regia di Kevin Greutert (2015)
- Klovn Forever, regia di Mikkel Nørgaard (2015)
- Grimsby - Attenti a quell'altro (The Brothers Grimsby), regia di Louis Leterrier (2016)
- Animali notturni (Nocturnal Animals), regia di Tom Ford (2016)
- Le spie della porta accanto (Keeping Up with the Joneses), regia di Greg Mottola (2016)
- Prendimi! (Tag), regia di Jeff Tomsic (2018)
- Beach Bum - Una vita in fumo (The Beach Bum), regia di Harmony Korine (2019)
- Greed - Fame di soldi (Greed), regia di Michael Winterbottom (2019)
- Mia moglie è un fantasma (Blithe Spirit), regia di Edward Hall (2020)
- Fata madrina cercasi (Godmothered), regia di Sharon Maguire (2020)
- Bridget Jones - Un amore di ragazzo (Bridget Jones: Mad About the Boy), regia di Michael Morris (2025)
- Jay Kelly, regia di Noah Baumbach (2025)
- L'illusione perfetta - Now You See Me: Now You Don't (Now You See Me: Now You Don't), regia di Ruben Fleischer (2025)

#### Televisione
- Clowning Around 2, regia di George Whaley – film TV (1993)
- Bay City – serie TV (1993)
- Paradise Beach – serie TV, episodi 1x101-1x130-1x139 (1993-1994)
- Home and Away – serie TV, 390 episodi (1994-1997)
- Oliver Twist – miniserie TV, episodi 1x2-1x3-1x4 (1999)
- Sunburn – serie TV, episodi 2x1 (2000)
- Hearts and Bones – serie TV, episodi 1x1 (2000)
- Attila, l'unno (Attila) – miniserie TV (2001)
- Bob Martin – serie TV, episodi 2x4 (2001)
- BeastMaster – serie TV, episodi 3x17 (2002)
- Pilot Season – miniserie TV, episodi 1x6 (2004)
- Bored to Death - Investigatore per noia (Bored to Death) – serie TV, episodi 3x7-3x8 (2011)
- Angie Tribeca – serie TV, episodi 4x2 (2018)
- Arrested Development - Ti presento i miei (Arrested Development) – serie TV, 15 episodi (2013-2019)
- Curb Your Enthusiasm – serie TV, episodi 10x5 (2020)
- Wolf Like Me – serie TV, 13 episodi (2022-2023)

### Doppiatrice
- Professoressa Losà in Ortone e il mondo dei Chi
- Borlotta in Rango
- Dentolina in Le 5 leggende
- Maddie in Back to the Outback - Ritorno alla natura
- Lilla Gruvier in Dog Man

## Doppiatrici italiane
Nelle versioni in italiano delle opere in cui ha recitato, Isla Fisher è stata doppiata da:
- Federica De Bortoli in The Pool, 2 single a nozze - Wedding Crashers, Sguardo nel vuoto, Hot Rod - Uno svitato in moto, Certamente, forse, I Love Shopping, Ladri di cadaveri - Burke & Hare, The Wedding Party, Now You See Me - I maghi del crimine, Scambio a sorpresa - Life of Crime, Grimsby - Attenti a quell'altro, Le spie della porta accanto, Prendimi!, Mia moglie è un fantasma, Fata madrina cercasi, Wolf Like me
- Valentina Mari in Scooby-Doo, Beach Bum - Una vita in fumo
- Rossella Acerbo in Paradise Beach
- Loretta Di Pisa in Arrested Development - Ti presento i miei
- Benedetta Ponticelli in Matrimonio per sbaglio
- Gabriella Borri ne Il grande Gatsby
- Daniela Abbruzzese in Visions
- Antonella Baldini in Animali notturni
- Gaia Bolognesi in Bridget Jones - Un amore di ragazzo

Da doppiatrice è sostituita:
- Federica De Bortoli in Le 5 leggende, Back to the Outback - Ritorno alla natura, Doggy Style - Quei bravi randagi
- Giuppy Izzo in Ortone e il mondo dei Chi, Rango
- Gemma Donati in Dog Man